# Forbidden Evil
A Forbidden Evil a Forbidden zenekar debütalbuma. Az album nagy sikert aratott a Thrash Metal rajongói között és ma már klasszikusként emlegetik. A lemez, 1988. szeptember 30-án jelent meg a Combat Records kiadásában. A dalok zöme (Chalice Of Blood, Follow Me, As Good As Dead, March Into Fire, Feel No Pain) még Forbidden Evil név alatt születtek, és több demójellegű anyagaikon szerepelnek. Valószínűleg emiatt lett Forbidden Evil a lemez címe. A lemez hossza 43 perc.
1. Chalice of Blood	  04:32
2. Off the Edge	          04:19
3. Through Eyes of Glass  06:26
4. Forbidden Evil	  05:43
5. March into Fire	  05:14
6. Feel No Pain	          05:11
7. As Good as Dead	  04:17
8. Follow Me	          07:01